# Lew Meehan
Lew Meehan (Minneapolis, Minnesota, 7 de setembro de 1890 – Los Angeles, Califórnia, 10 de agosto de 1951) foi um ator de cinema norte-americano. Ele apareceu em 207 filmes entre 1921 e 1947.

## Filmografia selecionada
- The Lawless Nineties (1936)
- The Desert Trail (1935)
- Mystery Mountain (1934)
- The Range Feud (1931)
- The Light of Western Stars (1930)
- Should Tall Men Marry? (1928)
- West of Hot Dog (1924)
- The Eagle's Claw (1924)
- The Radio King (1922)